# 関の五本マツ

関の五本マツ（1943年）

関の五本マツ（せきのごほんマツ）は、島根県松江市美保関町に生育していたクロマツの巨木5本の総称である。美保関の港に近い山の上に5本のマツが並んで生えていて、港に出入りしたり隠岐に通ったりする船頭や漁師たちの目標となっていた。このうち1本は、早くに枯死したとも通行の邪魔になったため伐採されたともいわれる。失われたマツを惜しんで地元の人々が歌った歌が民謡『関の五本松』であるとの伝承があり、小泉八雲もその著書『日本瞥見記』で関の五本マツと歌について言及を残している。残った4本のマツは1943年（昭和18年）に国の天然記念物に指定されたが、台風などによる倒伏が相次いで1本にまで減少したため、1971年（昭和46年）に指定解除となった。その後、残りの1本も伐採されて現存しない。本項では、民謡『関の五本松』についても解説する。

## 由来

### 木の来歴と伐採まで
美保関は島根半島の突端に位置し、古くから名の知られた港町である。このマツは、美保関港を東側に見下ろす標高100-130メートルほどの山の稜線に5本そろって生育していた。港に出入りしたり隠岐に通ったりする船頭や漁師たちが、航路の目標として親しんだマツであった。そのうち1本は早くに強風で根こそぎになって枯死したとも、美保神社へ参拝する当地の領主によって通行の妨げになるとして伐採されたとも伝わる。
4本のマツは、稜線沿いに西北から東南の方向に並んでいた。最大のマツは樹高が25メートル、根回り14メートル、目通り幹囲4.30メートルを測っていた。4本のマツは、1943年
（昭和18年）8月24日に国の天然記念物に指定され、指定当時の樹齢はみな約350年と推定されていた。
第二次世界大戦後の1958年（昭和33年）に、伊勢湾台風の被害に遭って1本が倒伏した。このとき倒伏したマツは、樹齢が約400年のものであった。その後1970年（昭和45年）8月の台風によって、さらに1本が倒れた。同年11月にも台風の被害に遭って、1本が真っ二つの状態に折られた。
古くから知られた関の五本マツも残り1本となって、1971年（昭和46年）10月8日に国の天然記念物指定が解除された。残っていた1本も、危険防止のため2000年（平成12年）に伐採された。翌年4月に美保関地区観光協会は原木の一部と切り株を記念のモニュメントとして残し、五本松公園内に展示している。

### 民謡『関の五本松』
木の来歴と伐採の節ですでに述べたとおり、古くに失われたマツについては「早くに枯死した」という説と「当地の領主が通行の邪魔になるとして伐採させた」という2つの説がある。民謡『関の五本松』の成立にまつわる話では、後者をとっている。
古くから航路の目標として親しまれていた5本のマツであったが、あるとき美保神社に参拝する当地の領主に供をしていた者が持つ長槍が、そのうち1本に引っかかった。そのため、通行の邪魔になり、また眺望を遮るものとして1本が伐採された。土地の人々はマツの運命を嘆き、せめてもの抗議として『リキヤ節』という唄の調べにのせて「関の五本松一本伐りゃ四本（しほん）、あとは伐られぬ夫婦（めおと）松 ショコ ショコホイノ マツホイ」と歌った。
『リキヤ節』は別題を『焼香場（しょこば）のお井戸』ともいい、もともとは香川県仲多度郡多度津町山階地区にそびえる天霧（あまぎり）山の山頂にある焼香場の井戸について詠んだ土搗唄（溜池の堤防を搗き固める際の作業唄）であったという。もともとの歌詞は、「しょこばのお井戸のような深い私の心ふられて茶にされちゃショコ、ショコホイノ、マツホイ」というものであった。その唄をため池造りの土木技術者たちが各地に広め、美保関にも伝わった。リキヤ節はやがて花柳界にも広まって三味線の伴奏がついたお座敷唄へと変化し、「関の五本松」の歌詞で夫婦和合の意味をも込めて歌われるようになったのが民謡『関の五本松』の始まりであると伝えられている。
小泉八雲は著書『日本瞥見記』（英題：Glimpses of unfamiliar Japan、1894年刊）で、伯耆から隠岐への旅行中に船上から4本のマツを見たことを記述している。小泉は『日本瞥見記』の第23章「伯耆から隠岐へ」でマツと民謡について言及した。小泉は友人とともに、境港から隠岐行きの船に乗っていた。船上で友人は山上にある4本のマツを指して、笑いながらも『関の五本松』を歌ってくれた。小泉は失われたマツについて「嵐のために根こそぎにされた」という説をとり、「出雲のさる歌よみが、残った四本の松について、いま友人がうたった歌をつくったのである」と書いた。小泉はさらに、美保関の町で小さな盃と徳利に四本のマツの絵と金文字で『関の五本松』の歌詞を書き添えた土産物を見て「美しい」と評していた。

## 交通アクセス
所在地
- 島根県松江市美保関町美保関 五本松公園内

交通
- JR西日本 山陰本線松江駅より一畑バス美保関ターミナル行きで約40分、美保関行きバスに乗り換え約25分、五本松公園入口バス停下車徒歩約20分[4]。